# Destin brisé : Michael Jackson, derrière le masque
Pour plus de détails, voir Fiche technique et Distribution.
Destin brisé : Michael Jackson, derrière le masque (Michael Jackson: Searching for Neverland) est un téléfilm biographique américain réalisé par Dianne Houston, diffusé en 2017 sur Lifetime. Il s’agit de l’adaptation du livre Remember the Time: Protecting Michael Jackson in His Final Days de Bill Whitfield et Javon Beard, gardes du corps personnels de Michael Jackson.

## Synopsis
Après le procès de 2005, Michael Jackson et ses enfants quittent les États-Unis mais sont contraints d'y revenir quelques mois plus tard en raison de problèmes d'argent. Michael va donc engager deux gardes du corps, Bill Whitfield et Javon Beard, qui vont rester jour et nuit avec lui et ses enfants jusqu'à son décès survenu le 25 juin 2009.

## Fiche technique
- Titre original : Michael Jackson: Searching for Neverland
- Titre français : Destin brisé : Michael Jackson, derrière le masque
- Réalisation : Dianne Houston
- Scénario : Elizabeth Hunter, d’après le livre Remember the Time: Protecting Michael Jackson in His Final Days de Bill Whitfield et Javon Beard
- Direction artistique : Anthony Medina
- Décors : Julie Ziah
- Costumes : Rita McGhee
- Photographie : Tommy Maddox-Upshaw
- Montage : Craig Hayes
- Musique : Zack Ryan
- Production : Kyle A. Clark et Lina Wong ; Suzanne de Passe (productrice déléguée)
- Sociétés de production : Lifetime et Silver Screen Pictures
- Société de distribution : Lifetime
- Pays d’origine :  États-Unis
- Langue originale : anglais
- Format : couleur
- Genre : biographie
- Durée : 105 minutes
- Dates de diffusion :
  - États-Unis : 29 mai 2017 sur Lifetime
  - Belgique : 23 juin 2018 sur La Une
  - France : 27 juillet 2018 sur TF1

## Distribution
- Navi (VF : Vincent de Boüard) : Michael Jackson
- Chad L. Coleman (VF : Gilles Morvan) : Bill Whitfield
- Sam Adegoke (VF : Jean-Baptiste Anoumon) : Javon Beard
- Nondumiso Tembe (VF : Laurence Bréheret) : Grace Rwaramba
- Starletta DuPois (VF : Michelle Bardollet) : Katherine Jackson
- Richard Lawson (VF : Jean-Michel Martial) : Joe Jackson
- Aidan Hanlon Smith (VF : Kaycie Chase) : Prince Jackson
- Taegen Burns (VF : Clara Quilichini) : Paris Jackson
- Michael Mourra (VF : Claire Baradat) : Blanket Jackson
- Holly Robinson Peete (VF : Laura Zichy) : Raymone Bain
- A. Russell Andrews : Davis
- Isabella Hofmann (VF : Pascale Vital) : Green
- Brian Ibsen : John Feldman
- Vincent M. Ward (VF : Nicolas Justamon) : Jeff Adams
- Ken Colquitt : Dr Conrad Murray

 Source et légende : version française (VF) sur RS Doublage et selon le carton du doublage français télévisuel.

## Production
Genèse et développement
Le 13 janvier 2017, Lifetime annonce son intention de lancer une biographie sur Michael Jackson basée sur le livre Remember the Time: Protecting Michael Jackson in His Final Days de Bill Whitfield et Javon Beard.
Tournage
Le tournage a lieu en février 2017 à Los Angeles.

## Accueil
Lors de sa première diffusion américaine sur Lifetime, ce téléfilm a été suivi par deux millions téléspectateurs.